# Serie B 2008 (pallapugno)
La Serie B 2008 è stata la serie cadetta del campionato italiano di pallapugno maschile.

## Squadre partecipanti
Nella stagione 2008 al campionato sono state iscritte 10 squadre.
| Club                                                    | Capitano           | Città                      |
| ------------------------------------------------------- | ------------------ | -------------------------- |
| Termosanitari Cavanna Spessa Calcestruzzi Augusto Manzo | Luca Dogliotti     | Santo Stefano Belbo (CN)   |
| Bcc Benevagienna Benese                                 | Alessandro Simondi | Bene Vagienna (CN)         |
| Valente Arte Bormidese                                  | Matteo Levratto    | Bormida (SV)               |
| Nolarma Bubbio                                          | Daniele Giordano   | Bubbio (AT)                |
| Rebuffo Edile Ceva                                      | Cristian Giribaldi | Ceva (CN)                  |
| Don Dagnino                                             | Luca Belmonti      | Andora (SV)                |
| Merlese                                                 | Marco Fenoglio     | Mondovì (CN)               |
| Albagrafica Bra Servizi Nigella                         | Andrea Dutto       | San Benedetto Belbo (CN)   |
| Cuneo Sider S.P.E.B.                                    | Simone Rivoira     | San Rocco di Bernezzo (CN) |
| Adg Cuneese Subalcuneo                                  | Riccardo Molinari  | Cuneo                      |

## Prima Fase
|    | Club          | P    |
| -- | ------------- | ---- |
| 1  | Subalcuneo    | 15   |
| 2  | Bormidese     | 13   |
| 3  | Nigella       | 12   |
| 4  | Bubbio        | 12   |
| 5  | Ceva          | 11   |
| 6  | Augusto Manzo | 10   |
| 7  | S.P.E.B.      | 9    |
| 8  | Don Dagnino   | 5    |
| 9  | Merlese       | 2    |
| 10 | Benese        | Rit. |

## Seconda Fase
|   | Club          | P  |
| - | ------------- | -- |
| 1 | Subalcuneo    | 29 |
| 2 | Augusto Manzo | 28 |
| 3 | Nigella       | 22 |
| 4 | Bormidese     | 21 |
| 5 | Bubbio        | 18 |
| 6 | Ceva          | 15 |

|    | Club        | P    |
| -- | ----------- | ---- |
| 7  | S.P.E.B.    | 13   |
| 8  | Don Dagnino | 9    |
| 9  | Merlese     | 6    |
| 10 | Benese      | Rit. |

## Fase Finale

### Spareggi play-off
| Bormidese | S.P.E.B. | 11-2 |
| Bubbio    | Ceva     | 9-11 |

| Bormidese | Ceva | 8-11 |

### Finali Scudetto
| Squadra 1     | Squadra 2 | Andata | Ritorno | Spareggio |
| ------------- | --------- | ------ | ------- | --------- |
| Subalcuneo    | Ceva      | 11-10  | 7-11    | 11-5      |
| Augusto Manzo | Nigella   | 10-11  | 11-4    | 2-11      |

| Squadra 1  | Squadra 2 | Andata | Ritorno |
| ---------- | --------- | ------ | ------- |
| Subalcuneo | Nigella   | 11-10  | 11-10   |

## Squadra Campione
Adg Cuneese Subalcuneo
- Battitore: Riccardo Molinari
- Spalla: Marcello Bogliacino
- Terzini: Fabio Marchisio, Davide Cavagnero